# Хэнкок, Корнелия
Корнелия Хэнкок (Cornelia Hancock) (8 февраля 1840 года – 31 декабря 1927 года) — известная медсестра-доброволец, служившая в армии Союза во время Гражданской войны в Америке. Служба Хэнкок продолжалась с 6 июля 1863 года по 23 мая 1865 года.

## Ранняя жизнь
Хэнкок родилась в Хэнкокс-Бридж, в штате Нью-Джерси, в семье квакеров Томаса Йорка Хэнкока (1797–1878) и Рейчел Николсон (1803–1882); она была младшим ребенком в семье. Её сестра Эллен работала на монетном дворе Соединенных Штатов в Филадельфии. Ее родной брат и двоюродные братья вступили в армию Союза в 1862 году: Уильям Николсон Хэнкок служил лейтенантом в 24-м Нью-Джерсийском пехотном полку, а потом капитаном роты F в 37-м Нью-Джерсийском пехотном полку.

## Служба в гражданской войне
Хэнкок получила шанс служить, когда её шурин Генри Чайлд, добровольный хирург, предложил взять ее на Геттисбергское поле битвы в июле 1863 года.
Однако Доротея Дикс отказалась зачислить Хэнкок, потому что она не соответствовала её требованиям: она слишком молода и привлекательна для медсестры. Хэнкок была единственной добровольцем-медсестрой, которую отвергли.
Хэнкок все равно отправилась в Геттисберг, где Союз испытывал нехватку снабжения и персонала, поэтому её всё же приняли на службу. "Я попала в Геттисберг в ночь на шестое июля – где нужда была так велика, что больше не было никаких придирок по поводу возраста”, — писала она в своём дневнике. У Корнелии не было образования медсестры, однако через три недели она уже ухаживала почти за всеми ранеными. В октябре она ухаживала также за большим количеством голодных и раненых беглых рабов, которые прибывали в Вашингтон.
10 февраля 1864 года Хэнкок вступила во Второй корпус Потомакской армии и служил вместе с ними в госпитале около станции Бренди, в штате Виргиния, затем участвовала в битве в Глуши и осаде Петерсберга.

## После войны
После войны она открыла школу для афроамериканцев в Маунт-Плезант. В Филадельфии она основала несколько благотворительных организаций. Она была членом правления Общества помощи детям с 1883 по 1895 год и помогала детям, осиротевшим после наводнения в Джонстауне. Она также занимала пост президента Национальной ассоциации Армейских медсестер Гражданской войны.
В 1914 году Хэнкок переехала в Атлантик-Сити, чтобы жить там со своей племянницей. Она умерла в 1927 году; её прах был похоронен на кладбище Сидар-Хиллз в Хармерсвилле, в штате Нью-Джерси.